# Mushoku no Eiyū
Mushoku no Eiyū: Betsu ni Sukiru Nanka Iranakattan da ga (яп. 無職の英雄 別にスキルなんか要らなかったんだが, «Безробітний герой не потребує чогось на подобі навичок») — ранобе, написане Шічіо Кудзу та ілюстрована Юмехіто Уедом. Серія публікувалася онлайн із листопада 2017 року до травня 2020 року на сайті Shōsetsuka ni Narō. Згодом права на неї придбало видавництво Earth Star Entertainment, яке з липня 2018 року до червня 2019 року видало чотири томи під імпринтом Earth Star Novel. Манґа-адаптація з ілюстраціями Акіо Нанае виходить на сайті Comic Earth Star видавництва Earth Star Entertainment із листопада 2018 року і зібрана у вісім томів танкобон. Прем'єра аніме-серіалу, створеного студією Studio A-Cat, запланована на жовтень 2025 року.

## Персонажі
Алель (яп. アレル, Areru)
Сейю: Кеншьо Оно
Райна (яп. ライナ, Raina)
Сейю: Саорі Хаямі
Лілія (яп. リリア, Riria)
Сейю: Суміре Уесака
Куфа (яп. クーファ, Kūfa)
Сейю: Румі Окубо
Фара (яп. ファラ, Fara)
Сейю: Май Накахара
Леон (яп. レオン, Reon)
Сейю: Шінья Такахаші
Астеа (яп. アステア, Asutea)
Сейю: Карін Ісобе
Міла (яп. ミラ, Mira)
Сейю: Юка Іґучі

## Медіа

### Ранобе
Ранобе написане Шічіо Кудзу спочатку публікувалося на сайті Shōsetsuka ni Narō з 15 листопада 2017 року до 15 травня 2020 року. Пізніше права на серію придбало видавництво Earth Star Entertainment, яке випустило чотири томи ранобе з ілюстраціями Юмехіто Уеди. Вони видавалися з 16 липня 2018 року до 15 червня 2019 року.
| № | Дата виходу       | ISBN                   |
| - | ----------------- | ---------------------- |
| 1 | 16 липня 2018     | ISBN 978-4-8030-1204-0 |
| 2 | 15 листопада 2018 | ISBN 978-4-8030-1248-4 |
| 3 | 15 березня 2019   | ISBN 978-4-8030-1274-3 |
| 4 | 15 червня 2019    | ISBN 978-4-8030-1303-0 |

### Манґа
Манґа-адаптація проілюстрована Акіо Нанае, почала виходити в онлайн-журналі Comic Earth Star від видавництва Earth Star Entertainment 12 листопада 2018 року. Станом на березень 2025 року її розділи зібрано в дев'ять томів-танкобон. У Північній Америці манґа ліцензована видавництвом One Peace Books під назвою «Hero Without a Class: Who Even Needs Skills?!» (Безкласовий герой: Хто взагалі потребує навичок?!).
| № | Дата виходу     | ISBN                   |
| - | --------------- | ---------------------- |
| 1 | 12 червня 2019  | ISBN 978-4-8030-1298-9 |
| 2 | 12 березня 2020 | ISBN 978-4-8030-1395-5 |
| 3 | 12 вересня 2020 | ISBN 978-4-8030-1447-1 |
| 4 | 12 березня 2021 | ISBN 978-4-8030-1497-6 |
| 5 | 12 жовтня 2021  | ISBN 978-4-8030-1447-1 |
| 6 | 12 травня 2022  | ISBN 978-4-8030-1642-0 |
| 7 | 12 жовтня 2023  | ISBN 978-4-8030-1846-2 |
| 8 | 12 червня 2024  | ISBN 978-4-8030-1959-9 |
| 9 | 12 березня 2025 | ISBN 978-4-8030-2090-8 |

### Аніме
Екранізацію ранобе у форматі аніме-серіалу анонсували 5 жовтня 2023 року, а її прем'єра запланована на жовтень 2025 року. За виробництво відповідає Studio A-Cat під керівництвом режисера Каору Ябани. Сценарій пише та контролює Чабо Хіґураші, а музичний супровід створює Кенто Асахіна. Відкриваючу пісню «Reincarnation» виконає Кая, тоді як завершальну пісню «Kiseki Nanka Iranai» («Мені не потрібне щось на подобі дива») заспівають учасниці групи Utahime Dream. У Північній Америці серіал ліцензовано компанією Sentai Filmworks для трансляції на стрімінговому сервісі Hidive.